# Erwin Mahrholdt
Karl Marhold Erwin Mahrholdt (* 18. Dezember 1900 in Wilten; † 22. Dezember 1925 in Innsbruck) war ein Dichter, Maler und erster Biograf Georg Trakls. Er besaß die deutsche Staatsbürgerschaft, war aber in Tirol tätig.

## Leben
Mahrholdt war ein Sohn des aus Sömmerda stammenden Waffenfabrikanten Richard Mahrholdt (1878–1949) und der Imsterin Amalia Maria Josefa „Mela“ Schaermer (* 1877). Seine Schwester Trude Sterzinger-Mahrholdt (1905–1995) war ebenfalls Schriftstellerin, sein Bruder Herbert Mahrholdt (1902–1969) übernahm die väterliche Waffenfabrik.
Er studierte Altenglisch, Germanistik, Italienisch und Musik an der Universität Innsbruck und promovierte zum Dr. phil. Kurz nach seinem 25. Geburtstag beging er Suizid, er wurde auf dem evangelischen Friedhof Innsbruck bestattet.
Mahrholdt gilt als erster Biograf Georg Trakls, seine posthum veröffentlichte Schrift Der Mensch und Dichter Georg Trakl war zuvor als Dissertation abgelehnt worden.

## Werke
- Der Mensch und Dichter Georg Trakl. In: Ludwig von Ficker (Hrsg.): Erinnerung an Georg Trakl. Brenner-Verlag, Innsbruck 1926, S. 21–82.
- Segovia – Llobet. Aus einem Brief von Erwin Mahrholdt an seinen Bruder Herbert. In: Österreichische Gitarre-Zeitschrift, Nr. 3–4, S. 70–72.